# 盖恩多特河
盖恩多特河（英語：Guyandotte River）是俄亥俄河的一条支流，长约26公里，位于美国西維吉尼亞州的西南部。 它的名字命名来自休伦族美洲原住民的法语名字。其流域位于卡诺瓦河流域西南和大桑迪河流域东北，通过俄亥俄河，最终注入密西西比河。